# Кривич Андрій Андрійович
Андрі́й Андрі́йович Кри́вич (псевдо: Друг «Діллі», 24 січня 1999 — 27 березня 2018) — український вояк-доброволець тактичної групи «Сапсан» ДУК «Правий Сектор», учасник російсько-української війни.

## Життєпис
Народився 24 січня 1999 року в Конотопі.
Ще з садочка він навчався в музичній школі грати на дудці, пізніше самотужки опанував гітару. Навчався в музичній школі, захоплювався військовою історією, був гітаристом та солістом аматорського гурту «Бездомная кошечка», писав музику й тексти до пісень.
Брав участь в організації заходів на фестивалі арт-хутора «Обирок».
У 2016 році закінчив Конотопську спеціалізовану школу I—III ступенів № 9 та вступив до Навчально-наукового інституту педагогіки й психології Сумського державного педагогічного університету ім. А. С. Макаренка. В майбутньому мріяв стати військовим психологом. Того ж року вступив до організації «Права Молодь». Проходив вишколи з тактичної підготовки, медицини, топографії та володіння зброєю. На останньому зимовому вишколі у Черкасах був молодшим інструктором з тактики бою та партизанського руху. Наприкінці 2017 року приєднався до ДУК «Правий Сектор».
У січні 2018 р. перевівся на заочну форму навчання та поїхав на фронт. Під час своєї другої ротації був бійцем тактичної групи «Сапсан» ДУК «Правий Сектор».
Загинув 27 березня 2018 р. о 20:40 від поранення в голову кулею снайпера на спостережному посту в зоні бойових дій на Світлодарській дузі в смт Зайцеве Бахмутського району Донецької області. Через загибель «Діллі» в місті Конотоп оголошено 28-30 березня днями жалоби.
Похований з військовими почестями 30 березня 2018 року в м. Конотоп на Вирівському кладовищі.
В Андрія залишилися батьки, дві сестри та два брати.

## Нагороди
- Орден «За мужність» ІІІ ступеня (посмертно) — нагороджено 14 березня 2021 року указом Президента України за № 97/2021 [Архівовано 15 березня 2021 у Wayback Machine.], за особисту мужність, виявлену у захисті державного суверенітету територіальної цілісності України, самовіддане служіння Українському народу.
- Відзнака ДУК «ПС» «Бойовий Хрест Корпусу» (посмертно, № відзн. 076. Наказ № 155/18 від 22 грудня 2018 року),
- Медаль УПЦ КП «За жертовність і любов до України» (посмертно).
- Медаль «Сильному Духом» (посмертно)[7].
- Орден «Народний Герой України» (посмертно, рішенням Нагородної ради за № 29 від 01.03.2019 року)[8].

## Вшанування та увічнення пам'яті

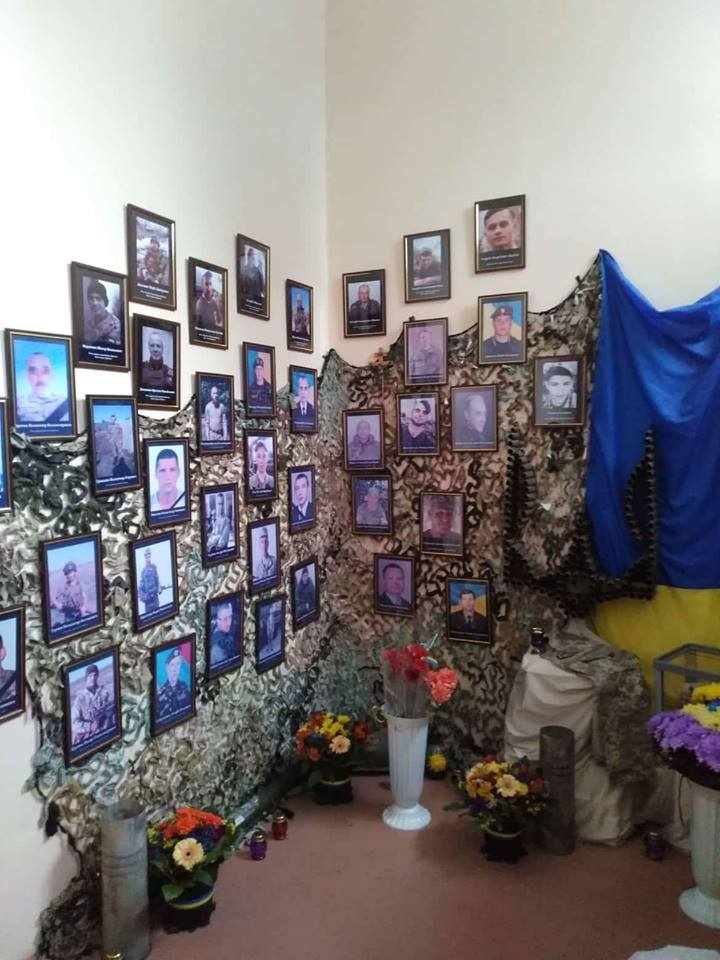

- Андрію Кривичу присвячено розділ 11 «Пам'яті Діллі присвячується», книги Ольги Лавриченко (Оленятко Ла) «Стилет волі».
- 18 травня 2018 року рішенням Виконавчого комітету Конотопської міської ради за № 110, Кривичу Андрію Андрійовичу присвоєне звання «Почесного громадянина Конотопа» (посмертно)[9].
- 31 травня 2018 року, з ініціативи керівництва Конотопської спеціалізованої школи I—III ступенів № 9, на підсумковій лінійці з нагоди Свята останнього дзвоника, відбулось урочисте відкриття стенда пам'яті випускника школи 2016 року  — Андрія Кривича.
- У липні 2018 року, у приміщенні Торецької міської військово-цивільної адміністрації Донецької області, відкрито куточок пам'яті захисників України, полеглих за її свободу та незалежність, де розміщено світлини й Андрія Кривича.
- 29 серпня 2018 року, біля Михайлівського Собору в Києві, урочисто відкрито нову експозицію Стіни народної пам'яті загиблих за Україну (2014—2018), де розміщено фотокартку Андрія Кривича з біографічною інформацією й описом його участі в АТО.
- 14 березня 2019 року, у Сумському державному педагогічному університеті ім. А. С. Макаренка, відкрили меморіальну дошку колишнього студента Андрія Кривича[10].
- 14 жовтня 2019 року, на День захисника України, на території Собору Різдва Пресвятої Богородиці відбулись урочистості з нагоди відкриття «Пантеону національної пам'яті Конотопа]», де на одній зі стел є фото Андрія Кривича.
- 31 січня 2020 року, у Конотопі відбулася презентація книги пам'яті про воїнів-конотопців «Конотопська небесна чота (2014—2018)», які загинули на Сході України протягом 2014—2018 років, що містить 16 історій про борців за волю України. Одна з цих історій про Андрія Кривича.
- На початку 2025 року була завершена робота над створенням короткометражної стрічки на честь Андрія Кривича (Діллі…). У роботі над створенням стрічки та монтажем брали участь: Катерина Петренко, Віктор Тімохін, Валерія Павлюк, Костянтин Комішанов та багато інших….